# Couronnement (architecture)
Pour les articles homonymes, voir couronnement.

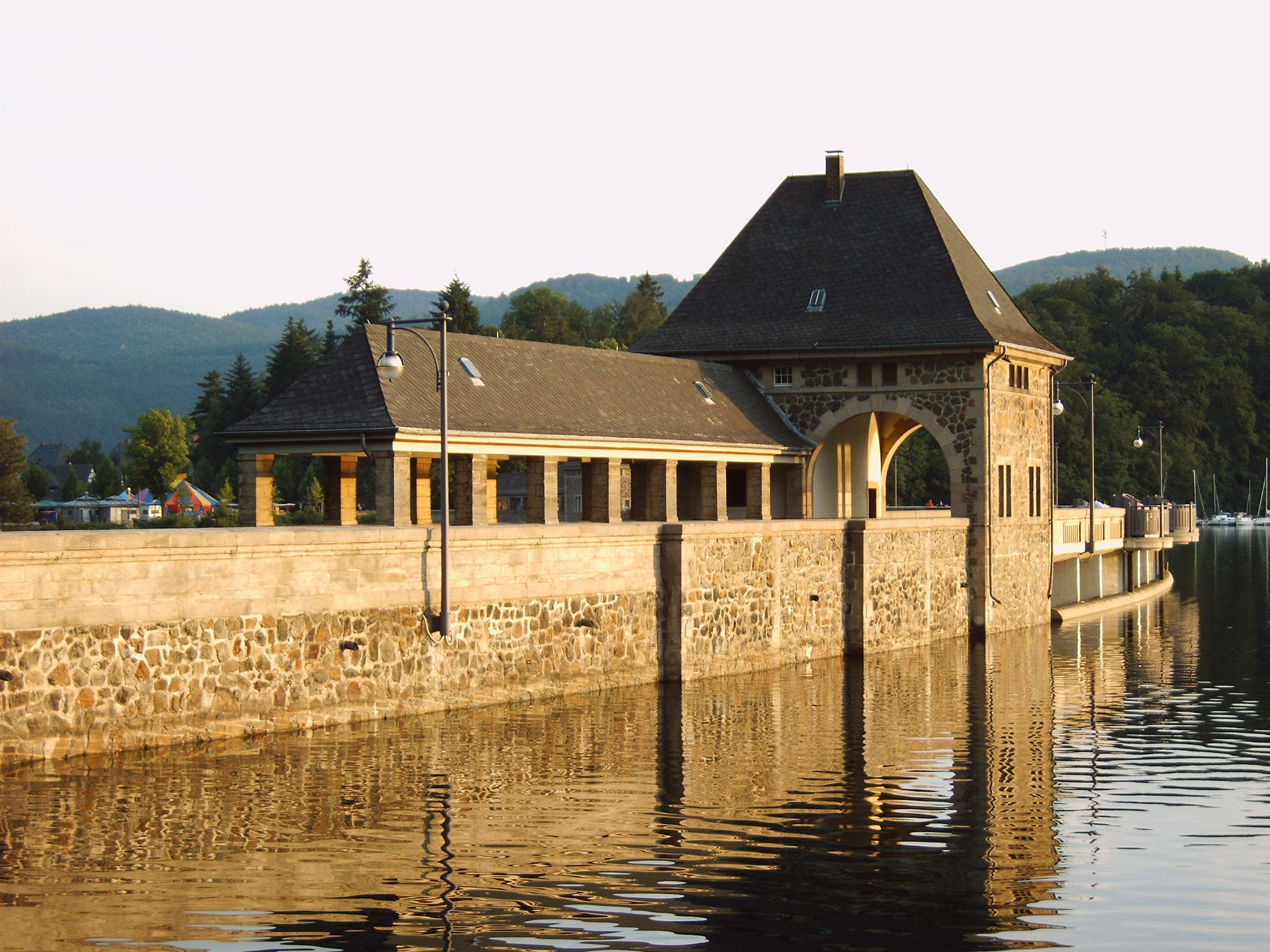
Le couronnement amont du barrage de l'Edertal.

Le couronnement est la partie terminale, supérieure d'une construction (typiquement la corniche) ou d'une partie de construction (un montant ou pour une colonne, le chapiteau, par exemple).
Le couronnement est à distinguer de l'amortissement ; deux catégories qui ne sont toutefois pas mutuellement exclusives, notamment pour des considérations inhérentes au calcul de structures statistique et dynamique. Le premier est un membre ou corps d'ouvrage qui n'est pas nécessairement placé à la cime de l'édifice et qui s'applique à des parties essentielles et structurantes de cet édifice. Le second fait référence à un ornement ou ouvrage de sculpture en tant qu'élément décoratif qui, en s'élevant et diminuant depuis sa base, s'amortit au sommet du corps qu'il termine.

## Description
Traditionnellement, on distingue dans un bâtiment un socle, un corps et un couronnement. Cette tripartition se retrouve dans un élément de base de l'architecture : la colonne ; composée du socle, du fût et du chapiteau.
Selon la volonté d'expression, la composition peut se faire avec deux de ces éléments (socle et corps, socle et couronnement, corps et couronnement) ou avec un seul (corps seulement, socle seulement). De même que la colonne peut se passer de son socle ou de son chapiteau.
Ces trois notions peuvent être plus ou moins abstraites dans la réalité construite.
On peut distinguer le couronnement physique (la toiture) du couronnement exprimé (la corniche d'une toiture débordante, les combles brisés ou mansardes, l'entablement de plusieurs éléments : architrave, frise, consoles supportant une corniche, etc.) ou non-exprimé (acrotère dominant le toit, toiture plate sans corniche, etc.).